# 京师大学堂

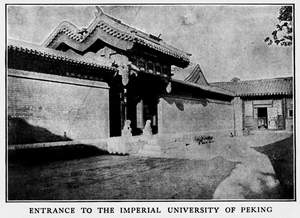
1898年京師大學堂的正門

京师大学堂是中国最早的综合性高等教育机构之一，是现在的北京大学与北京师范大学的共同前身。京師大学堂由光绪帝谕令批准于1898年创立，目的是教授“西文西艺”。它与天津大学前身北洋大学堂、西南交通大学前身山海关北洋铁路官学堂、上海交通大学、西安交通大学和陽明交通大学前身南洋公学、四川大学前身四川中西学堂属同时期的近代新式高校。

## 歷史

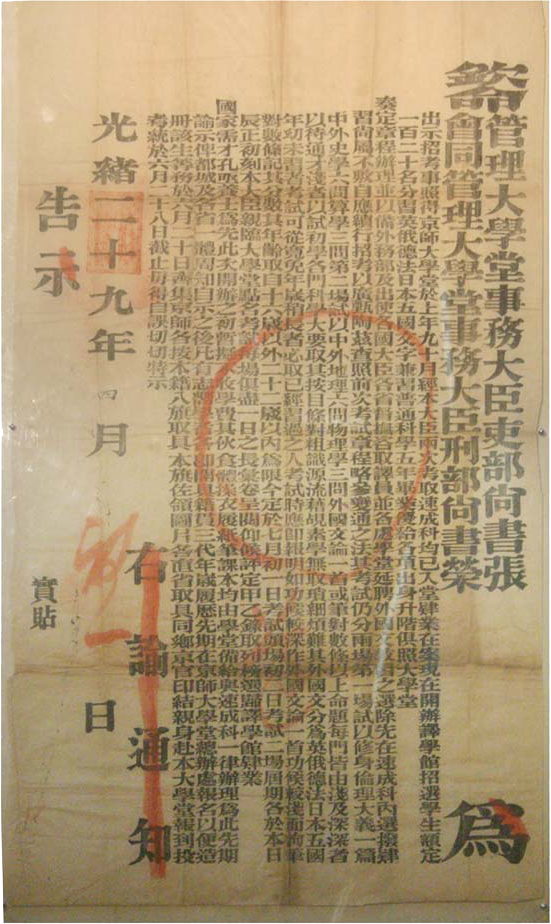
中国目前唯一发现的的京师大学堂光緒二十九年（1903年）招生布告

1898年光绪帝谕令批准孙家鼐於北京创立京師大學堂，又敕令梁启超办理京师大学堂译书局属事务。最初校址在北京市景山东街（原马神庙）和沙滩（故宫东北）红楼（现北京五四大街29号）等处。辦洋務教育也重視傳統文科，被譽為中國第一所新式現代大學。许景澄任中学总教习，美国传教士丁韪良任西学总教习。
1900年，義和團事件致八国联军攻打北京后，本來京師大學堂總教習兼管學大臣許景澄懇切上諫剿除義和團，反被慈禧太后斬於菜市口，京师大学堂系統已受破坏。待聯軍進城後，學生們受影響逃散無蹤，大學堂又旋遭佔領，而不得不停辦。1901年，慈禧太后谕令重建京师大学堂，先设速成科，下分“仕学馆”和“师范馆”。师范馆首先招生，于次年的1902年12月17日正式开学，校址设在景山东街马神庙。 由吏部尚书张百熙任管学大臣。吴汝纶和辜鸿铭任正副总教习，严复和林纾分任大学堂译书局总办和副总办。创办于1862年洋务运动期间的京师同文馆也并入京师大学堂。1904年，师范馆改为优级师范科，并于当年选派首批47名学生出国留学。
1908年5月，京师大学堂优级师范科改名为京师优级师范学堂，校址迁往厂甸五城学堂。这是中国高等师范学校独立设校的开始。1912年5月，京师优级师范学堂改为北京高等师范学校，此即后来的北京师范大学的前身。优级师范科独立建校之后，京师大学堂于1912年（辛亥革命成功之后）先改为北京大学校，后又改为现名北京大学。
由于清帝國的財政緊缺，主政者慈禧太后并没有对大学堂给予充分的投入。清末革命烈士陈天华传遍神州的《猛回头》曾经提到京师大学堂：“他且莫讲，京城修一个大学堂，要费三十万银子，政府说费用大了，至今未修。皇太后复修颐和园数千万银子也办出来了。每年办陵差，动辄数百万，亦是有的。独有这三十万，难道说寻不出呢？”
自國子監和科舉制度取消、京師大學堂成立以後，京師大學堂即成為中國唯一官方最高學府和官方教育行政機構，加上各方之優秀士子投身京師大學堂，從職能、學統等方面均顯示出京師大學堂與國子監之間的傳承，因此不少學者皆認為京師大學堂（北京大學）是中國太學的正統繼承者。1948年，胡適在《北京大學五十周年》一文中說：「我曾說過，北京大學是歷代的『太學』的正式繼承者」。除胡適之外，馮友蘭、任繼愈、周培源、季羨林、蕭超然等學者教授也曾經表示同意北大「太學淵源」之說。

## 外部連結
- 北京大学概况